# Eduardo Andicoberry
Eduardo Andicoberry Ruiz (Rentería, 1888-Tetuán, 1948) fue un periodista, escritor y político español.

## Biografía
Nació el 25 de diciembre de 1888 en la localidad guipuzcoana de Rentería. Como periodista llegó a ser director de El Imparcial y redactor del diario África. Varias novelas suyas aparecieron publicadas en la colección literaria Los Contemporáneos. El 19 de diciembre de 1933 fue nombrado gobernador civil de la provincia de Lugo, cargo del que cesó el 27 de junio de 1934. Falleció el 3 de enero de 1948 en Tetuán.